# بدفيل
بدفيل أو بدفيلم أو تفاح المايا أو ليمون الأرض (الاسم العلميPodophyllum)، جنس نباتات جذمورية معمرة من فصيلة البرباريسية.

## معرض صور

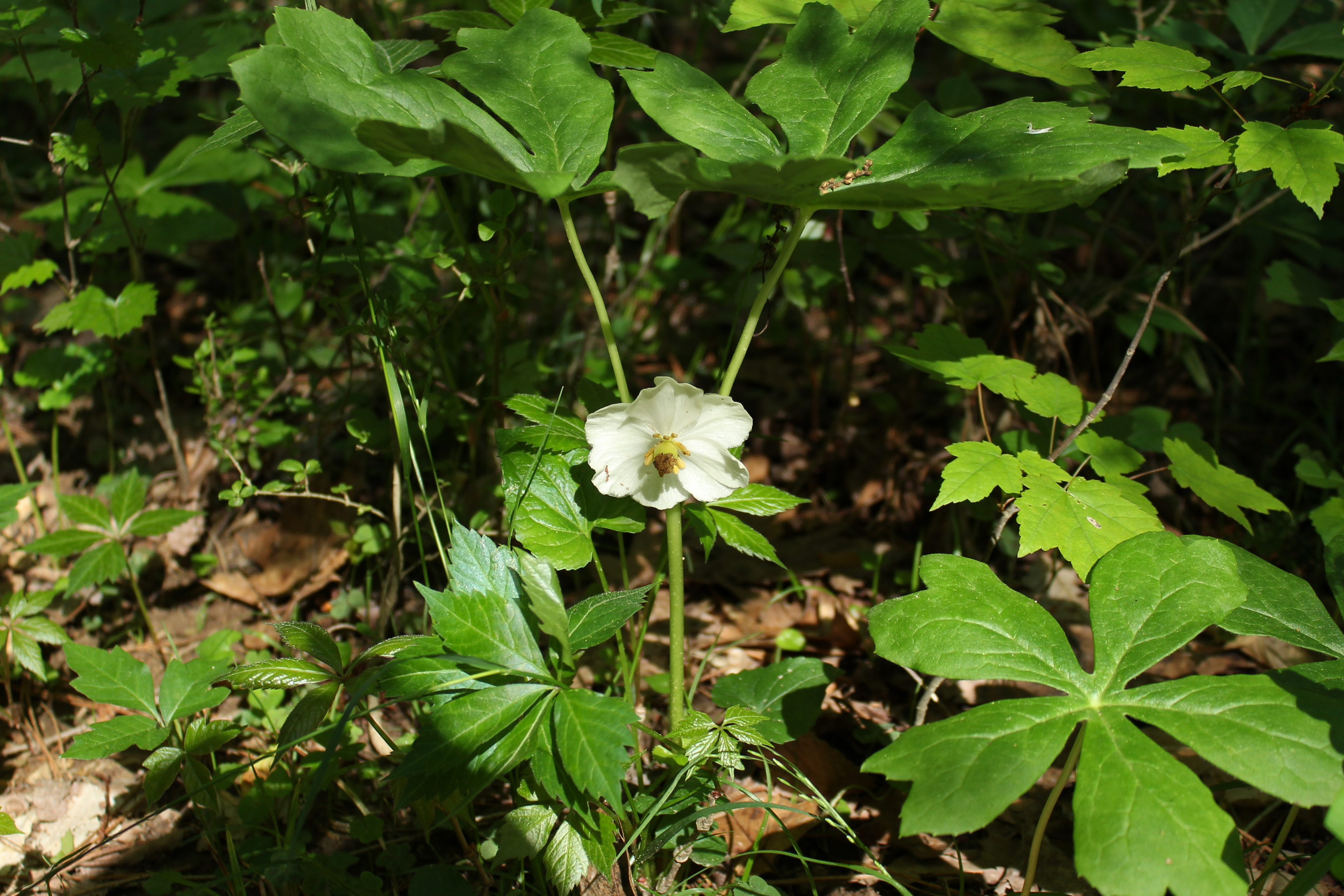
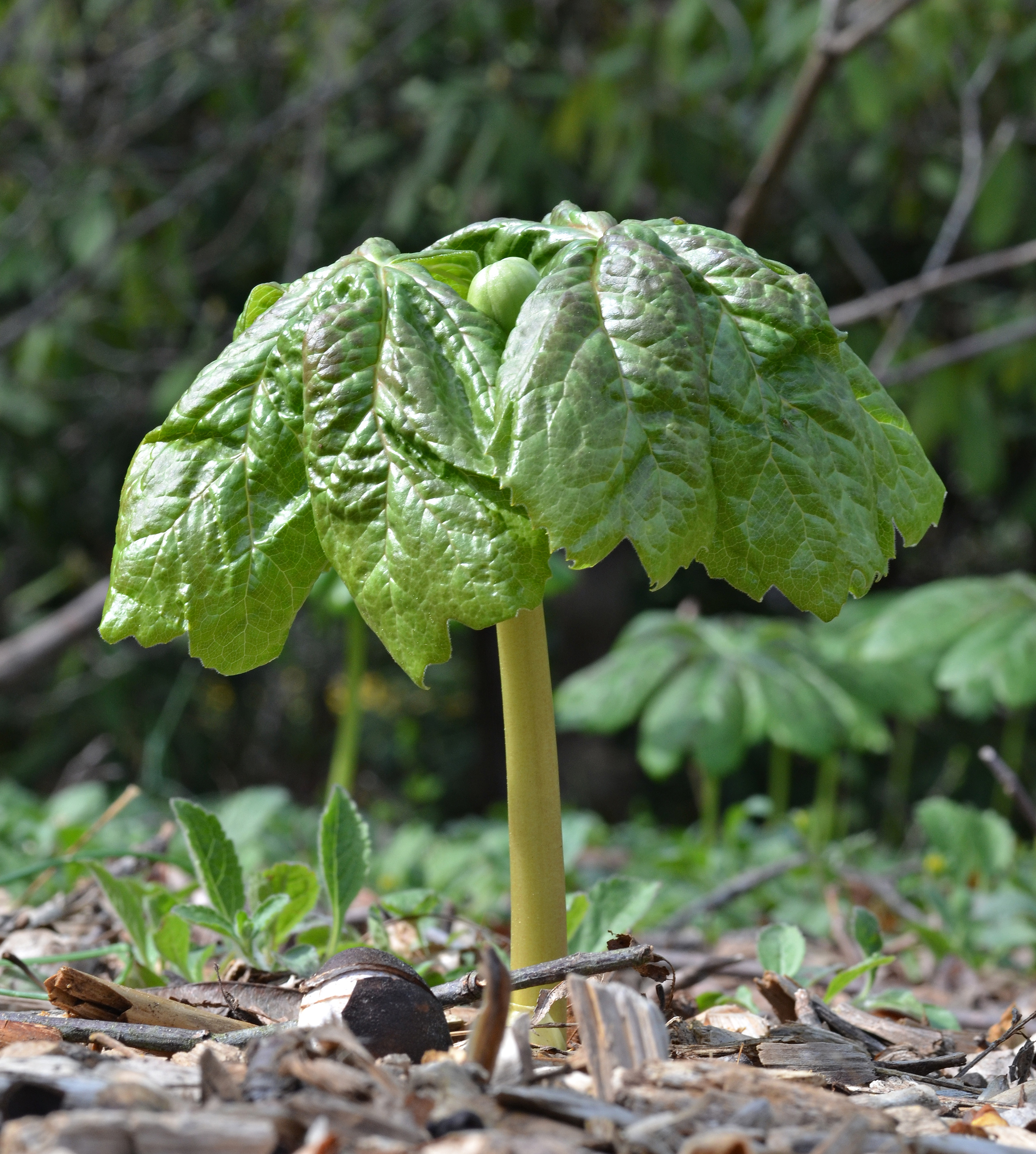
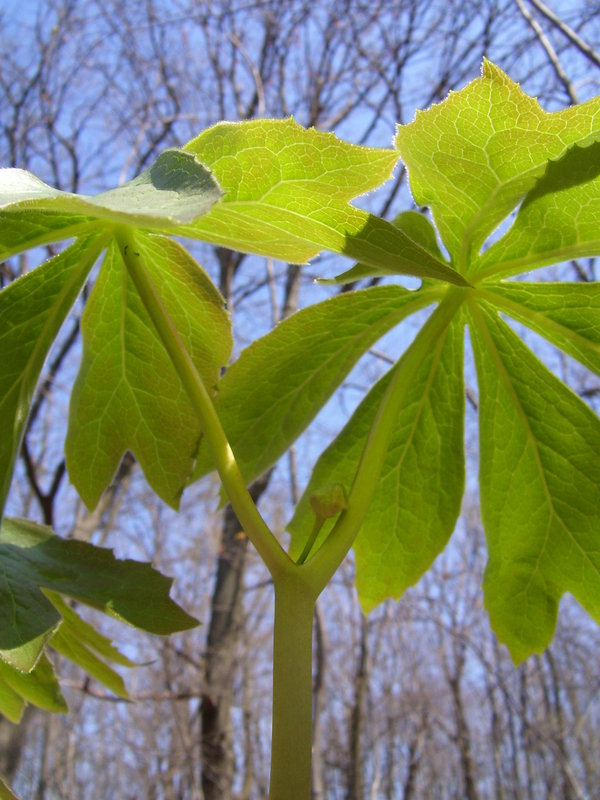
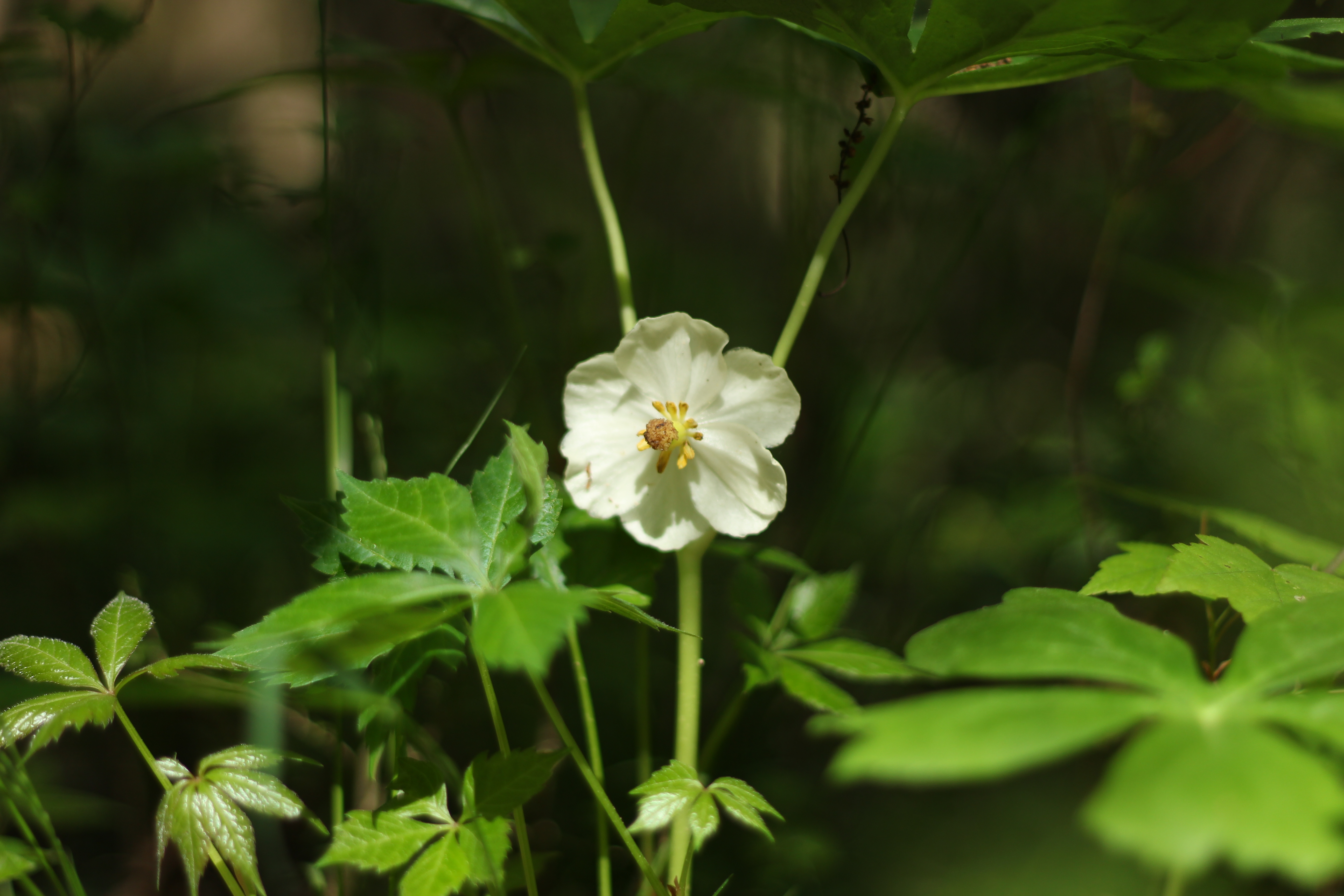
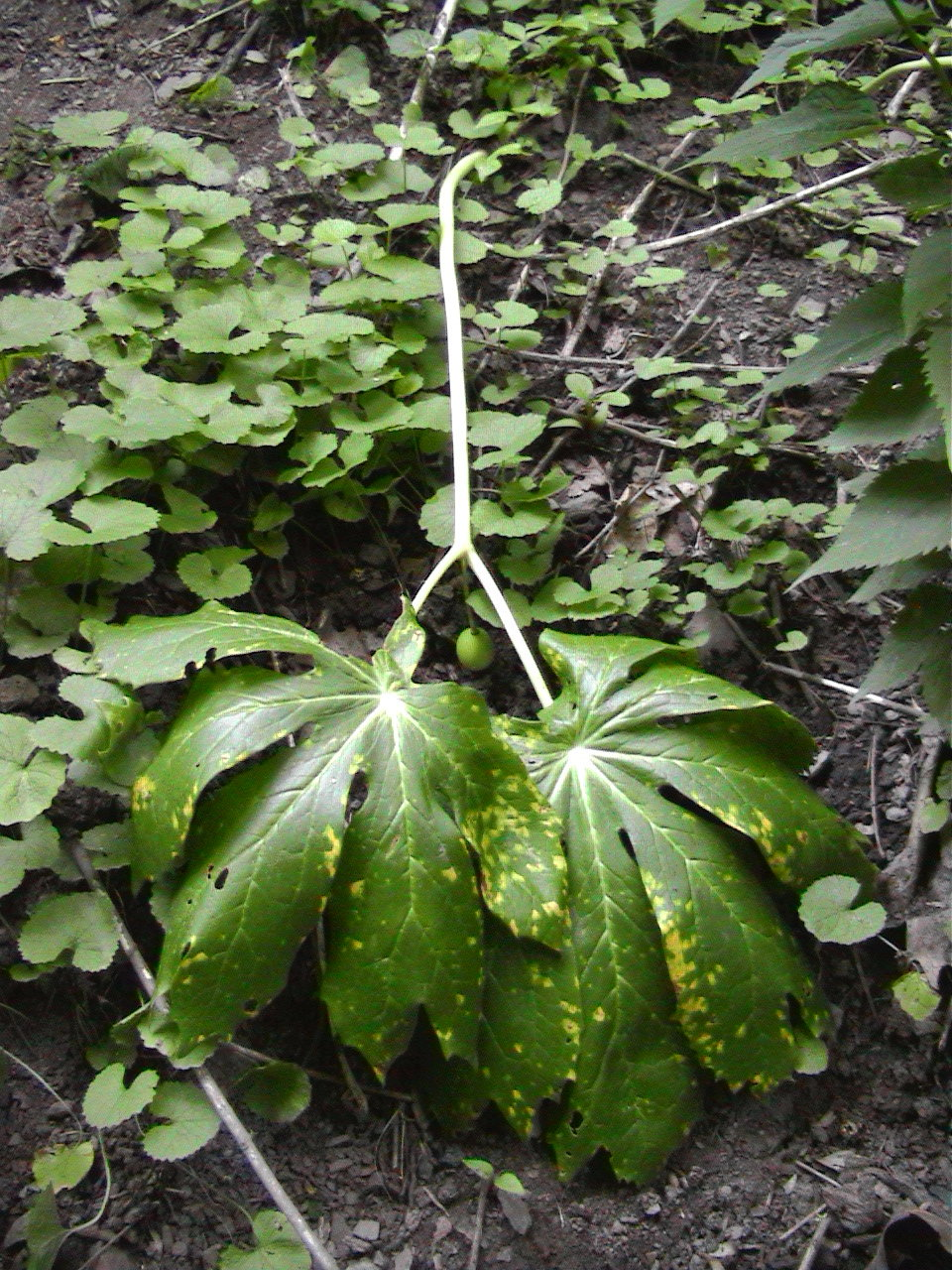